# Arctosa meinerti
Arctosa meinerti este o specie de păianjeni din genul Arctosa, familia Lycosidae. A fost descrisă pentru prima dată de Thorell, 1875.
Este endemică în Algeria. Conform Catalogue of Life specia Arctosa meinerti nu are subspecii cunoscute.